# والیالا
والیالا (به لاتین: Valjala) یک منطقهٔ مسکونی در استونی است که در دهستان والیالا واقع شده‌است. والیالا ۴۱۰ نفر جمعیت دارد.